# Mike Hawthorn
Mike Hawthorn (n. 10 aprilie 1929, Mexborough, Anglia, Regatul Unit – d. 22 ianuarie 1959, Guildford, Anglia, Regatul Unit) a fost un pilot de Formula 1, campion mondial în 1958.
1. 1 2  Mike Hawthorn, SNAC, accesat în 9 octombrie 2017
2. 1 2  Mike Hawthorn, Find a Grave, accesat în 9 octombrie 2017
3. ↑   http://www.open.ac.uk/Arts/history-from-police-archives/RB1/Pt3/pt3Hawthorn.html, accesat în 3 martie 2019 Lipsește sau este vid: |title= (ajutor)